# Moscheea Sidi Yahya
Moscheea Sidi Yahya este o moschee din orașul Timbuktu, Mali. Aceasta este una dintre principalele moschei ale orașului și unul dintre cele mai importante monumente ale țării.

## Istorie
Construcția moscheii a început în anul 1400, din ordinul șeicului El-Mokhtar Hamalla. Situată la sud de celebra Moschee Sankore, a fost nevoie de 40 de ani pentru a fi finalizată. În anul 1440, locașul a fost inaugurat de către guvernatorul orașului Timbuktu, Mohamed Naddah, iar primul imam a fost prietenul său Sidi Yahya, de unde și numele moscheii. Sidi Yahya a fost un mare învățat musulman venit în Timbuktu în anul 1433. Conform unei legende, șeicul El-Mokhtar Hamalla a fondat moscheea pentru un om sfânt ce va veni peste mulți ani în oraș, acesta fiind Sidi Yahya. S-a făcut remarcat prin cunoștințele lui superioare din diferite domenii, nu doar teologie, precum istorie, geografie sau astronomie. Astfel, el a devenit cunoscut ca cel mai mare învățat al timpului său din întregul Mali, fiind extrem de respectat. A murit în anul 1463 și a fost îngropat în incinta moscheii, alături de bunul său prieten, guvernatorul Mohamed Naddah.
Încă de la inaugurarea ei, aflându-se sub patronajul imamului Sidi Yahya, moscheea a devenit una dintre cele trei moschei principale ale orașului, alături de Moscheea Djinguereber și Moscheea Sankore, ce alcătuiau marea Universitate din Timbuktu. Aceasta era cel mai mare centru de învățământ islamic, și nu numai, din această parte a Africii.
Moscheea a fost restaurată între anii 1577-1578, sub conducerea cadiului Aqib ibn Mahmud ibn Umar. În anul 1939 a avut loc un alt proiect de restaurare ce a schimbat aspectul de fortăreață a locașului, din construcția originală rămânând doar minaretul.
Moscheea Sidi Yahya este o moschee construită în stil sudano-sahelian din argilă, noroi și lemn, asemenea celorlalte moschei din Timbuktu. Totuși există și diferențe precum dimensiunile mult mai reduse ale minaretului și ușile de la intrare bogat decorate într-un stil ce amintește de moscheile din Maroc. Ușile, conform tradiției, nu vor fi sparte până în Ziua de Apoi. În anul 2012, membrii grupării teroriste Ansar Dine sau Apărătorii Credinței au distrus aceste uși pentru a arâta falsa credință a localnicilor ce se îndepărta, după părerea lor, de adevăratul mesaj al islamului. Cu toate acestea, membrii grupării au donat 100 de dolari pentru repararea pagubelor. În anul 1988, Moscheea Sidi Yahya a intrat pe lista locurilor din Patrimoniul Mondial UNESCO.